# Ischnacanthiformes
Die Ischnacanthiformes sind eine Gruppe ausgestorbener Fische aus dem oberen Paläozoikum. Schuppen, die ihnen zugeordnet werden, stammen schon aus dem mittleren und späten Silur, die ältesten vollständigeren Fossilien stammen aus dem frühen Devon von England und Kanada. Am Ende des Devon starben die meisten Formen aus; wenige, wie Acanthodops überlebten bis zum Oberkarbon.

## Merkmale
Die Ischnacanthiformes hatten einen im Vergleich zu den Climatiiformes längeren und leichter gebauten Körper. Sie besaßen zwei Rückenflossen, denen jeweils ein Flossenstachel vorstand. Die Flossenstacheln der Ischnacanthiformes waren in der Regel schlank und schmal und reichten tief in den Körper hinein. Ihre Schuppen waren dünn. Mit Ausnahme des primitiven Ischnacanthiformen Uraniacanthus aus England fehlten den Ischnacanthiformen zusätzliche Flossenstacheln zwischen Brust- und Bauchflossen. Der zum Maul hin gelegene Rand von Palatoquadratum und Meckelscher Knorpel war verknöchert und mit Zähnen besetzt, die fest mit dem Knochen zusammengewachsen waren. Der Knochenpanzer rund um den Schultergürtel, der charakteristisch für die Climatiiformes ist, fehlt den Ischnacanthiformes.
Insgesamt sind die Ischnacanthiformes nur wenig bekannt, viele beschrieben Gattungen sind lediglich durch isolierte Kiefer und Zahnspiralen bekannt. Die meisten Ischnacanthiformes waren unspezialisierte Fische, die sich von Kleinlebewesen ernährten. Einige größere und höher entwickelte Formen jagten möglicherweise auch größere Beutetiere. Die größte Gattung der Ischnacanthiformes, der auf Spitzbergen gefundene Xylacanthus wurde geschätzte 2 m lang, ist aber nur durch die Kiefer bekannt.

## Systematik
Die Ischnacanthiformes werden zu den Acanthodii gerechnet und im Deutschen auch „Stachelhaie“ genannt. Sie sind wahrscheinlich die Schwestergruppe der Acanthodiformes und zusammen mit diesen die Schwestergruppe der Knochenfische (Osteichthyes) oder sie müssen in die Stammgruppe der Knochenfische gestellt werden.